# Primula obliqua
Primula obliqua är en viveväxtart som beskrevs av William Wright Smith. Primula obliqua ingår i släktet vivor, och familjen viveväxter. Inga underarter finns listade i Catalogue of Life.